# Remus Pricopie
Remus Pricopie (ur. 22 stycznia 1970 w m. Ceahlău w okręgu Neamț) – rumuński politolog, nauczyciel akademicki i urzędnik państwowy, profesor, rektor SNSPA w Bukareszcie, w latach 2012–2014 minister edukacji.

## Życiorys
W 1995 ukończył chemię i fizykę na Uniwersytecie Bukareszteńskim. W 1997 uzyskał dyplom ze stosunków międzynarodowych i polityki europejskiej na Uniwersytecie w Liège, w 2000 obronił pracę magisterską z komunikacji i PR w SNSPA w Bukareszcie. Na tej samej uczelni w 2005 doktoryzował się w zakresie nauk politycznych. Jako stypendysta Programu Fulbrighta w latach 2007–2008 przebywał na uczelniach w USA. Jako nauczyciel akademicki zawodowo związany ze stołeczną SNSPA, doszedł na niej do stanowiska profesora. W latach 2005–2007 i 2008–2012 pełnił funkcję dziekana wydziału komunikacji i public relations. W 2012 powołany na rektora tej uczelni.
Od 1996 pracował także w ministerstwie edukacji. Był m.in. rzecznikiem prasowym ministra (1997, 2001), sekretarzem generalnym ministerstwa (2001) oraz starszym doradcą ministra (2001–2003, 2009). Od listopada 2007 do grudnia 2008 pełnił funkcję sekretarza stanu w tym resorcie, odpowiadając za szkolnictwo wyższe, relacje międzynarodową i kształcenie nauczycieli. Od grudnia 2012 do grudnia 2014 z rekomendacji Partii Socjaldemokratycznej sprawował urząd ministra edukacji w drugim i trzecim rządzie Victora Ponty. W lutym 2020 w trakcie kryzysu rządowego PSD i partia PRO Rumunia wysunęły jego kandydaturę na nowego premiera (ostatecznie na czele rządu pozostał Ludovic Orban).
W 2025 odmówiono zarejestrowania jego kandydatury w wyborach prezydenckich z uwagi na nieprzedłożenie wymaganej liczby podpisów.